# Clarinda (Iowa)
Clarinda és una ciutat situada al comtat de Page, del qual és a més la seva capital, a l'estat d'Iowa, Estats Units. Segons el cens de 2010 tenia 5.572 habitants.
Glenn Miller (1904 - desaparegut en combat el 15 de desembre de 1944), músic de jazz estatunidenc de l'era del swing, va néixer a Clarinda. Una de les seves cançons més conegudes, i probablement la més coneguda del gènere, fou In the Mood.

## Geografia
Segons l'Oficina del Cens dels Estats Units, la localitat té una àrea total de 13,52 km², dels quals 13,43 km² corresponen a terra ferma i el restant 0,09 km² a aigua, que representa el 0,67% de la superfície total de la localitat.

## Economia
NSK-AKS (una subsidiària de la companyia japonesa NSK Ltd) opera una planta de fabricació a Clarinda que produeix coixinets de boles i rodets.
Lisle Corporation, que fa eines de mà i plataformes enfiladisses per garatges destinades als mecànics d'automòbils, va ser fundada a Clarinda el 1903.
Un gran centre de salut mental, el Complex de Tractament Clarinda, es troba a la vora nord de la ciutat. Va ser fundat en 1884 com el tercer asil mental en l'estat d'Iowa. Continua les seves operacions actualment i tracta delinqüents sexuals, malalts mentals, alcohòlics, drogoaddictes i criminals dements.
L'Academia Clarinda és una escola preparatòria privada que acull a 250 nens i nenes de tot el país. Dona feina a més de 200 empleats i va ser fundada el 1992.

## Galeria

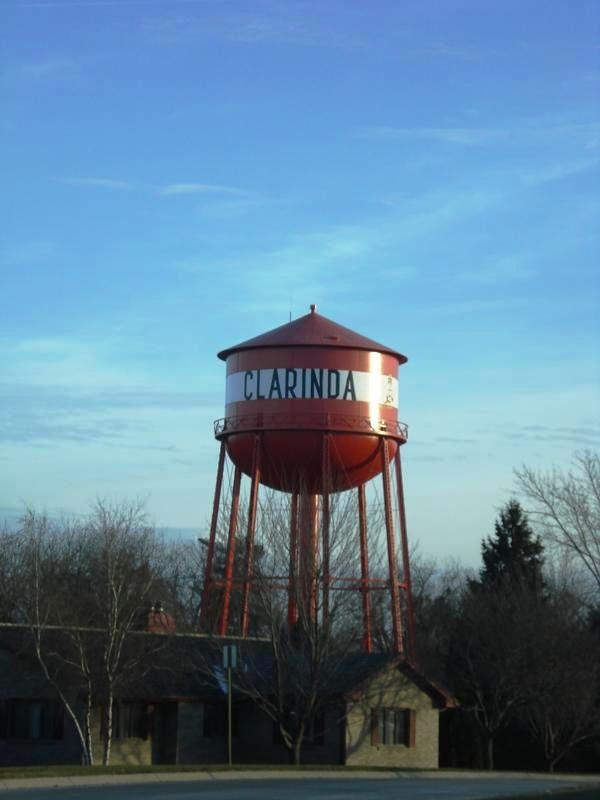
Torre d'aigua
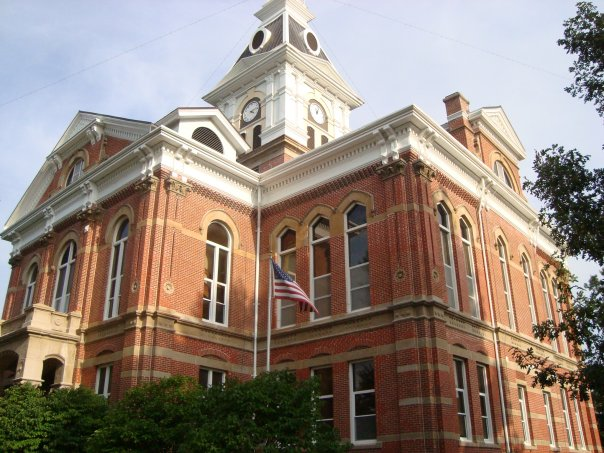
Ajuntament, inclòs al Registre Nacional de Llocs Històrics
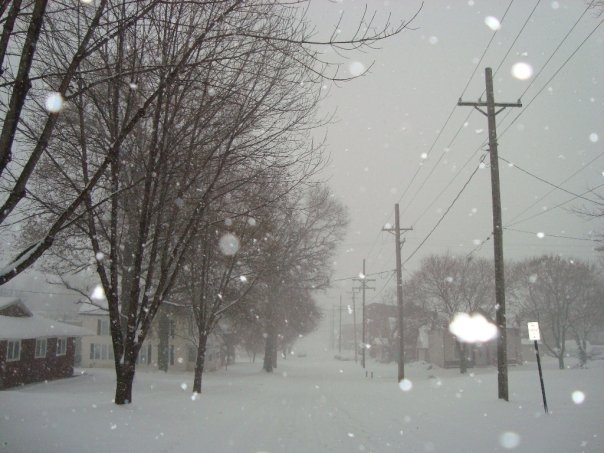
Neu a Clarinda